# Joso Winangun
Joso Winangun is een bestuurslaag in het regentschap Ogan Komering Ulu van de provincie Zuid-Sumatra, Indonesië. Joso Winangun telt 2414 inwoners (volkstelling 2010).